# Baia della Dvina
La baia della Dvina, o golfo della Dvina (in russo Двинская губа, Dvinskaja guba?) è una insenatura della costa artica della Russia europea; è una delle grandi baie nelle quali si articola la costa del mar Bianco. È separata dalla baia dell'Onega dall'omonima penisola.
Di forma grossolanamente rettangolare, leggermente aperta verso l'esterno, la baia ha una lunghezza di 130 chilometri e una larghezza media di 93; poco profonda, raggiunge una profondità massima di 120 metri nella sezione nordoccidentale.
Vi sfocia la Dvina Settentrionale, fiume dal quale l'insenatura ha preso il nome, e altri corsi minori: Solza, Sjuz'ma, Nënoksa, Mud'juga, Kuja; nella zona di foce, a breve distanza dalla costa, sorgono le importanti città di Arcangelo e Severodvinsk.